# La Bastide, Var
La Bastide là một xã thuộc tỉnh Var trong vùng Provence-Alpes-Côte d’Azur, Pháp. Xã này có diện tích 11,76 km², dân số 175 người. Xã này nằm ở khu vực có độ cao trung bình 1025 mét trên mực nước biển.
La Bastide có cự ly 1,5 km về phía bắc La Roque-Esclapon, 12 km về phía đông Comps-sur-Artuby và 42 km về phía đông bắc Draguignan.

## Biến động dân số
| Năm | 1962 | 1968 | 1975 | 1982 | 1990 | 1999 | 2006 |
| --- | ---- | ---- | ---- | ---- | ---- | ---- | ---- |
| Dân số | 76   | 84   | 130  | 115  | 136  | 122  | 175  |
| From the year 1962 on: No double counting—residents of multiple communes (e.g. students and military personnel) are counted only once. |      |      |      |      |      |      |      |